# Manoach
Manoach oder Manoah ist im Tanach, der Hebräischen Bibel, der Vater des israelitischen Richters Samson bzw. Simson.

## Etymologie
Der Name hebräisch מָנ֫וֹחַ bedeutet „Ruhe“. In der Septuaginta wird er mit μανωε Manōe wiedergegeben.

## Biblischer Bericht
Von Manoach wird im Buch der Richter (Kapitel 13–16) berichtet. Er war ein Daniter und lebte in einem Dorf namens Zora. Er war verheiratet, seine Frau war jedoch unfruchtbar und konnte keine Kinder bekommen. Manoachs Frau kam eines Tages verstört nach Hause und berichtete, dass ihr ein Engel erschienen sei und ihr die Geburt eines Sohnes geweissagt habe. Manoach, der dies nicht glauben konnte, lief hinaus aufs Feld und fand den Fremden, der ihm dies bestätigte. Daraufhin opferten Manoach und seine Frau für JHWH. Als die Flamme aufloderte, fuhr der Engel in das Feuer und verschwand (Ri 13,20 ). Nun glaubte Manoach an das Wunder des Herrn. Wenige Monate später wurde Samson geboren.
Samsons Vater wird noch einmal erwähnt, als er diesen zu seiner zukünftigen Frau nach Timna begleitet, um eine Ehe zu arrangieren (Ri 14,5  und Ri 14,10 ).
Nach Samsons Tod wurde dieser im Grab seines Vaters zwischen Zora und Eschtaol beerdigt (Ri 16,31 ). Dies ist die letzte Erwähnung Manoachs in der Bibel.